# Sammy Siegler
Sammy Siegler (...) è un batterista statunitense famoso per aver contribuito al diffondersi di generi come il New York hardcore e l'indie rock.

## Discografia
Project X
- Straight Edge Revenge (1987)

 Side By Side 
- New York City Hardcore - Together compilation (1987, Revelation Records)
- You're Only Young Once... (1988, Revelation Records)
  - reissued in 1997
- New York City Hardcore - The Way It Is compilation (1988, Revelation Records)

Youth of Today
- We're Not In This Alone (1988)
- Youth of Today (1990)

Judge
- Chung King Can Suck It (1989, Revelation Records)
- Bringin' It Down (1989, Revelation Records)
- There Will Be Quiet... (1990)
- What It Meant: The Complete Discography (2005, Revelation Records)

CIV
- CIV (1995)
- All Twisted (1995)
- Set Your Goals (1995, Revelation Records)
- Anti-Matter (1996)
- Thirteen Day Getaway (1998, Atlantic Records)

Glassjaw
- Everything You Ever Wanted to Know About Silence (2000, Roadrunner Records)

 Rival Schools 
- Onelinedrawing (2001)
- United by Fate (2001, Island Records)

Nightmare of You
- Nightmare of You (2005, East West Records)

Limp Bizkit
- The Unquestionable Truth (Part 1) EP (2005, Geffen Records)
  - (ha suonato nelle tracce 2,3,4,6, e la 7 in parte)